# Анастасий II (патриарх Антиохийский)
Анаста́сий II Синаи́т (греч. Αναστάσιος Β΄ Σιναΐτης; ок. 550 — сентябрь 609) — Патриарх Антиохийский (599—609), почитается как святой в лике священномучеников, память в Православной церкви совершается 20 апреля (по юлианскому календарю), в Католической церкви 21 декабря.

## Жизнеописание
Прозвание «Синаит» указывает, что Анастасий II, как и его предшественник Анастасий I был монахом Синайского монастыря и, возможно, являлся его игуменом. В 599 году взошёл на антиохийский патриарший престол.
Переписывался с папой римским Григорием I, о чём свидетельствует ответное послание папы, относящееся к началу патриаршества Анастасия. Является автором полемических сочинений против иудеев. Перевёл на греческий язык трактат папы Григория I «О пастырском попечении» (лат. De cura pastorali), перевод не сохранился. Также Анастасию приписывают авторство сочинения «О Промысле» (греч. Περὶ Προνοίας), которое подписано Анастасием Антиохийским.
В 609 году в ходе народных волнений в Антиохии, организованных по утверждению Феофана Исповедника евреями (по другой версии конфликт произошёл между сторонниками различных цирковых партий), Анастасий был убит:

В сем году беспокойные евреи антиохийские производили восстание на христиан, убили Анастасия великого, патриарха Александрийского, вложили в уста детородные части и влачивши его среди города, убили вместе с ним многих владетелей и сожгли их с домами.
— Хронография Феофана, год 6101 / 601 (609)
Другая версия событий изложена у арабоязычного православного писателя Агапия Манбиджского. По его сообщению, патриарх Анастасий был убит в 610 году персами, захватившими Антиохию в ходе войны с Византией.

## Почитание
День памяти священномученика Анастасия содержит Типикон Великой Церкви (X век) и ряд стишных греческих Синаксарей. В 1603 году на основе византийских хроник было составлено краткое житие Анастасия, помещённое в венецианское издание греческой Минеи. В славянских и русских рукописных месяцесловах память Анастасия встречается крайне редко (содержится в славянском переводе Стишного Пролога 1370 года, в Григоровичевой Минее XIII века и Драгановой Минее конца XIII века). В современном календаре Русской православной церкви память Анастасия отсутствует. В православных греческих церквях память Анастасия совершается 20 апреля (по юлианскому календарю)
В Католической церкви память Анастасия отмечается 21 декабря.